# Lavau (Aube)
 Lavau  es una población y comuna francesa, en la región de Champaña-Ardenas, departamento de Aube, en el distrito de Troyes y cantón de Troyes-2.

## Descubrimientos arqueológicos
En 2014 se descubrió en Lavau la tumba de un príncipe celta de la Edad del Hierro, de 2.500 años de antigüedad. La tumba reveló artefactos de la cultura celta de Hallstatt, junto con bienes comerciales griegos y posiblemente etruscos. La tumba estaba cubierta por un túmulo de unos cuarenta metros de diámetro. También se desenterraron urnas cinerarias y otros objetos que datan de las culturas de túmulos y campos de urnas de la Edad del Bronce, junto con los entierros de la Edad del Hierro Temprana de un guerrero enterrado con su espada y una mujer adornada con brazaletes de bronce. Alrededor del año 500 a. C. (último Hallstatt), estos antiguos monumentos funerarios se unieron mediante fosos con la tumba principesca de la época de Hallstatt en un conjunto funerario monumental.

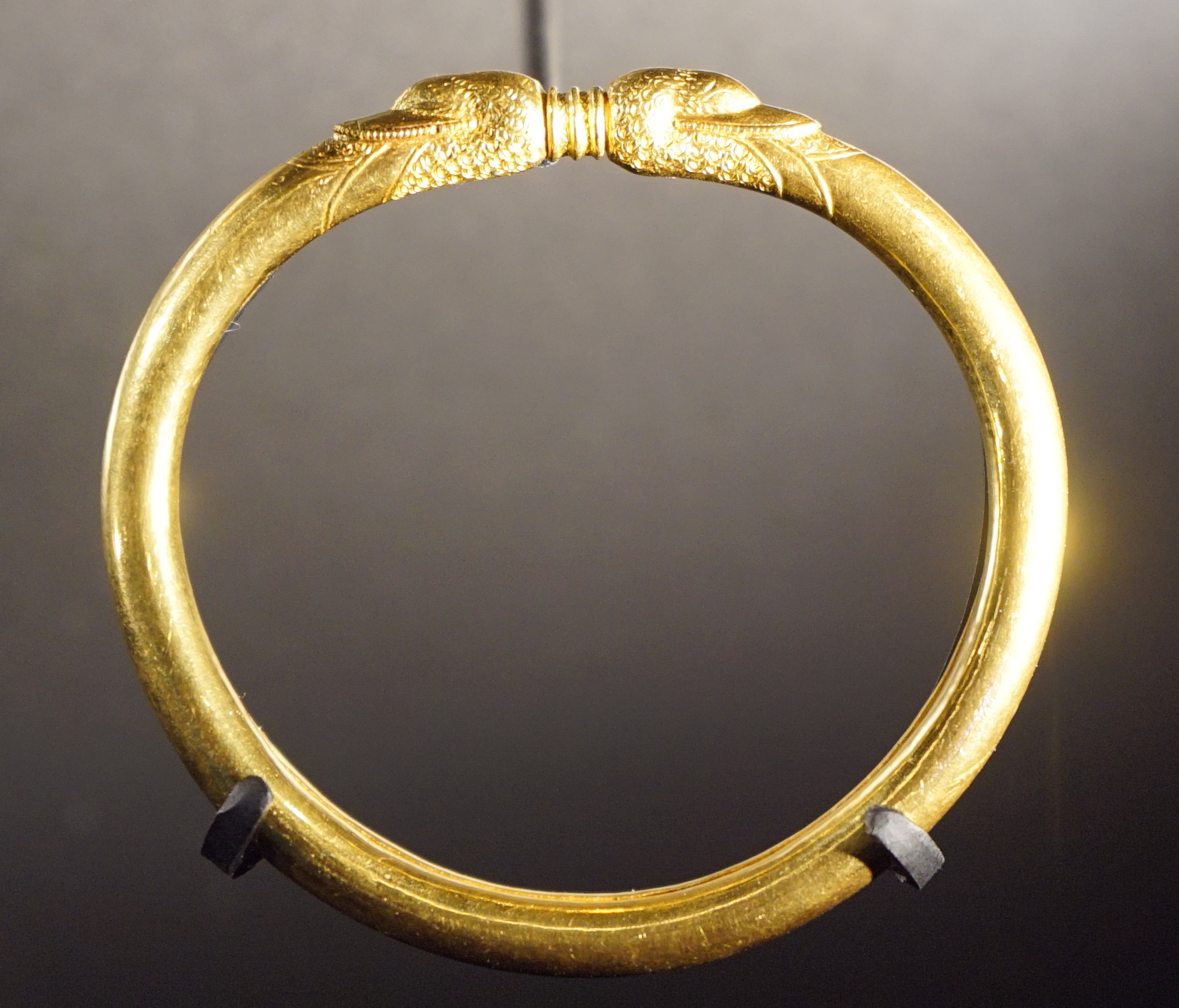
Pulsera brazalete Celta de oro
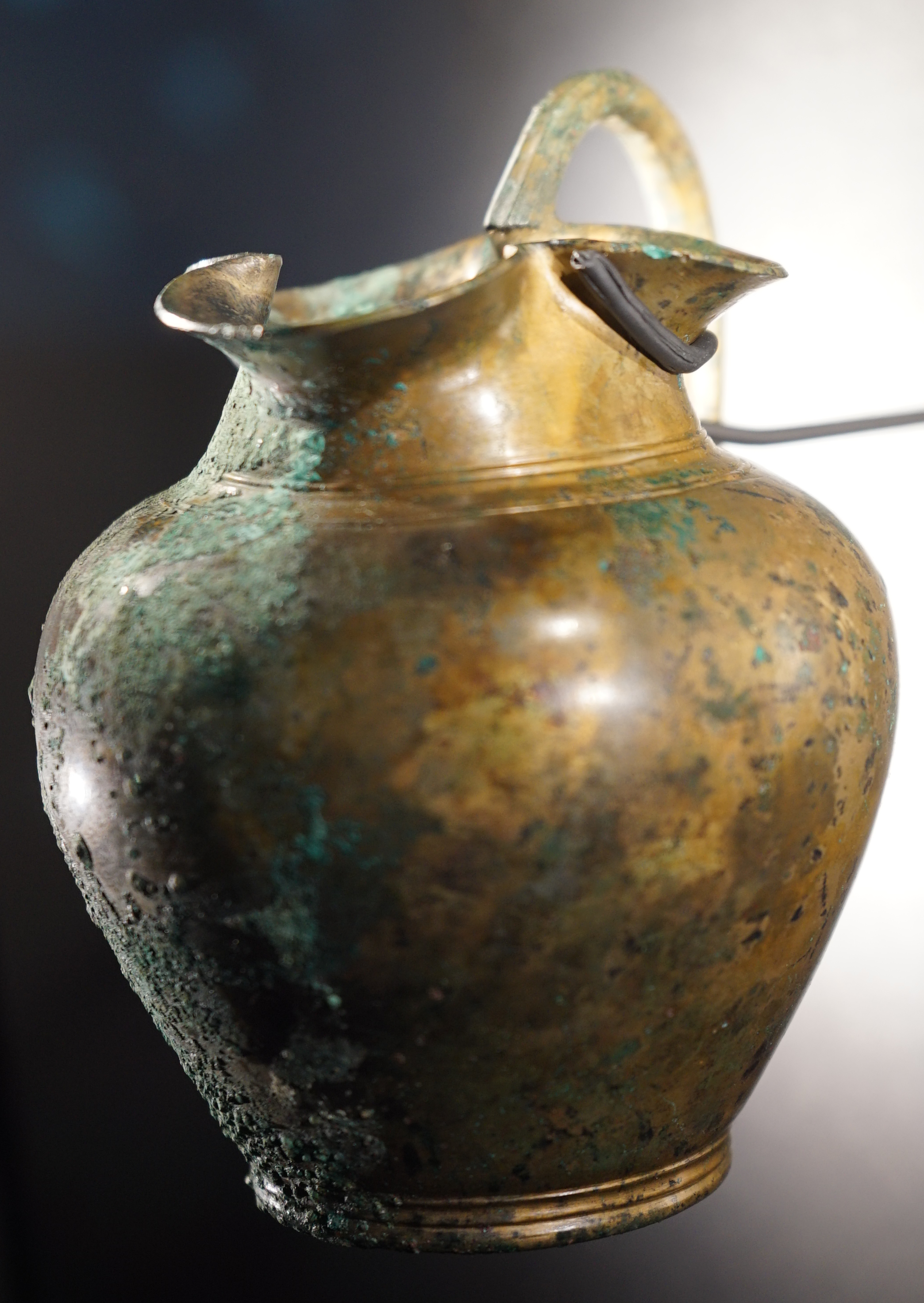
Jarra cantaro de bronce
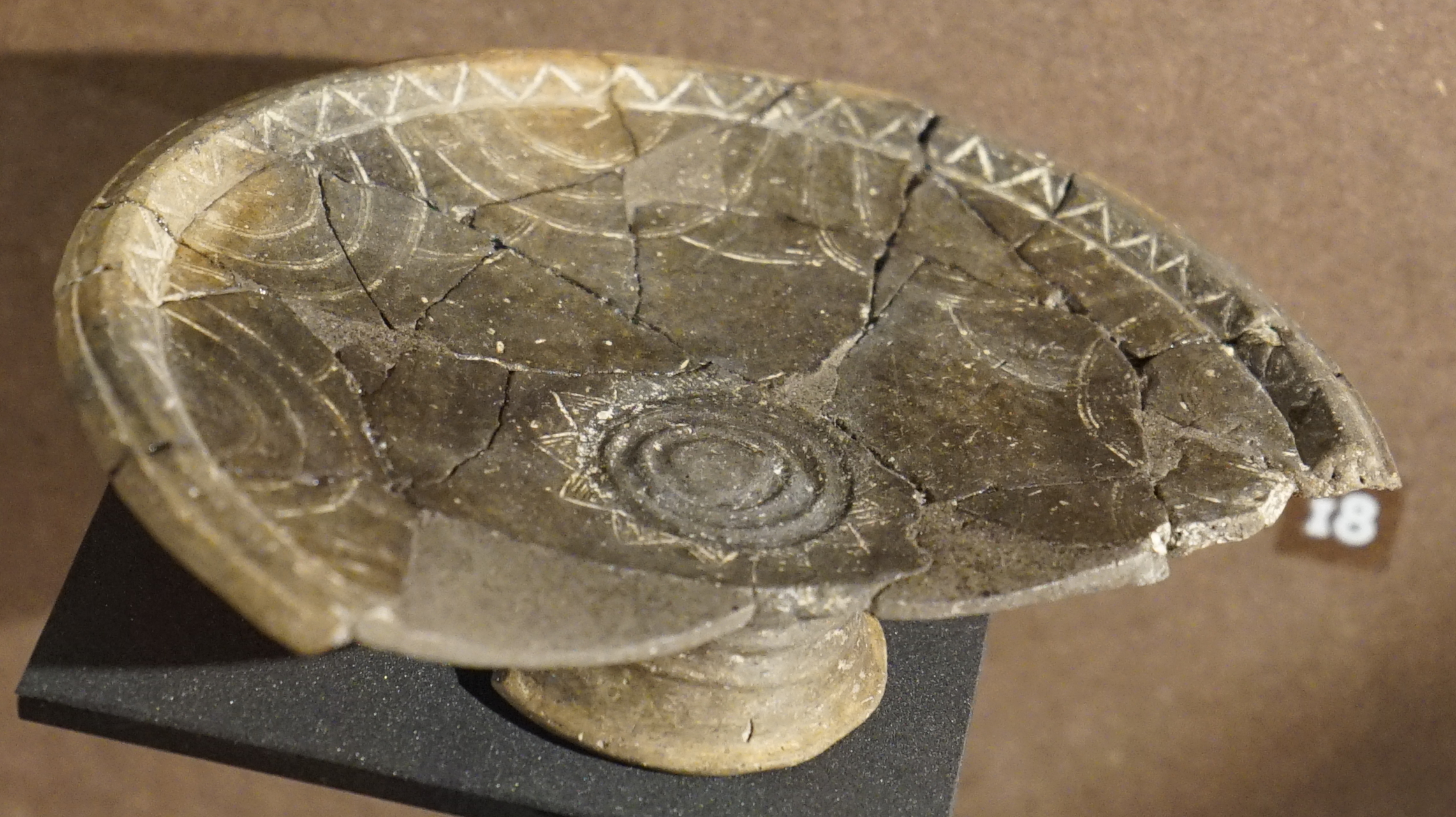
Cerámica cultura Celta

## Demografía
| 248 | 313 | 445 | 574 | 485 | 472 |
| Para los censos de 1962 a 1999 la población legal corresponde a la población sin duplicidades (Fuente: INSEE [Consultar]) |     |     |     |     |     |